# La memoria (Lieury)
La memoria è un saggio scritto da Alain Lieury, docente di psicologia generale all'Università di Rennes-II, che si interessa da più di vent'anni alla memoria ed ha effettuato nel settore innumerevoli ricerche. In questo libro Lieury descrive i vari passi fondamentali della ricerca sulla memoria, soffermandosi sui risultati conseguiti da neurologi, psicologi e fisiologi, e successivamente focalizza la sua attenzione sull'importanza e sulla funzione della memoria nell'educazione scolare e nella realizzazione di un individuo.

## Edizioni
- Alain Lieury, La memoria, Il Saggiatore, 1996,  pp. 127, cap. 8.